# Robert Wichard de Clefmont
Robert Wichard de Clefmont ou Robert Guiscard de Clefmont (né vers 1110 - † vers 1147), est comte de Clefmont au début du XIIe siècle. Il est le fils de Simon II de Clefmont, comte de Clefmont, et d'Agnès de Roucy, fille d'Ebles II de Roucy, comte de Roucy, et de Sibylle de Hauteville, fille de Robert Guiscard.

## Biographie
Robert Wichard doit son nom à l'amitié qu'avait son père avec Robert de Hauteville dit Robert-Guiscard. En effet, Simon II de Clefmont avait été le confrère de Simon de Bar-sur-Aube, comte de Laferté-sur-Aube, lors de leur voyage en Italie pour régler les négociations entre le pape Grégoire VII et les Normands et avait ramené dans son fief toute une cour de Normands.
Il succède à son père vers 1130 et devient comte de Clefmont.
En 1137, il fait don à l'abbaye de La Crête d'un ancien hameau appelé Dardru ou Dardruth, sur le territoire d'Audeloncourt.
En 1146, il décide prendre la croix et de participer à la deuxième croisade en compagnie de l'évêque de Langres Geoffroy de La Roche-Vanneau, conseiller du roi Louis VII le Jeune pendant cette expédition. Avant son départ, il fait don des granges des Gouttes et de ses droits sur Vaudenvillers à l'abbaye de Morimond.
En 1147, il part pour la Terre Sainte où il trouve la mort.

## Mariage et enfants
En 1136, il épouse Béatrix de Vignory, fille de Guy IV de Vignory, seigneur de Vignory, et d'Alaïs ou Adélaïde, dont le nom de famille est inconnu, dont il a trois enfants :
- Simon III de Clefmont, qui succède à son père ;
- Robert Wichard II de Clefmont, cité en 1172 dans le Feoda Campanie ;
- Alix-Wicharde, mariée avec Simon Ier, seigneur de Sexfontaines.

Une fois veuve, Béatrix de Vignory épouse en secondes noces Guillaume de Tilchâtel, dont elle a au moins un enfant : Guy de Tilchâtel.

## Source
- Henri d'Arbois de Jubainville, Histoire des ducs et comtes de Champagne, tome 2, Paris, Librairie Auguste Durand, 1860 (lire en ligne)
- Émile Jolibois, La Haute-Marne ancienne et moderne, Chaumont, Imprimerie et lithographie la veuve Miot-Dadant, 1858 (lire en ligne)
- Charles-François Roussel, Le diocèse de Langres : histoire et statistique, tome 2, Langres, Librairie de Jules Dallet, éditeur, 1875 (lire en ligne)
- Henri Rameau, Clefmont, Haute-Marne : Glanes d'histoire, 1976 (lire en ligne)